# اختبار بيكدل

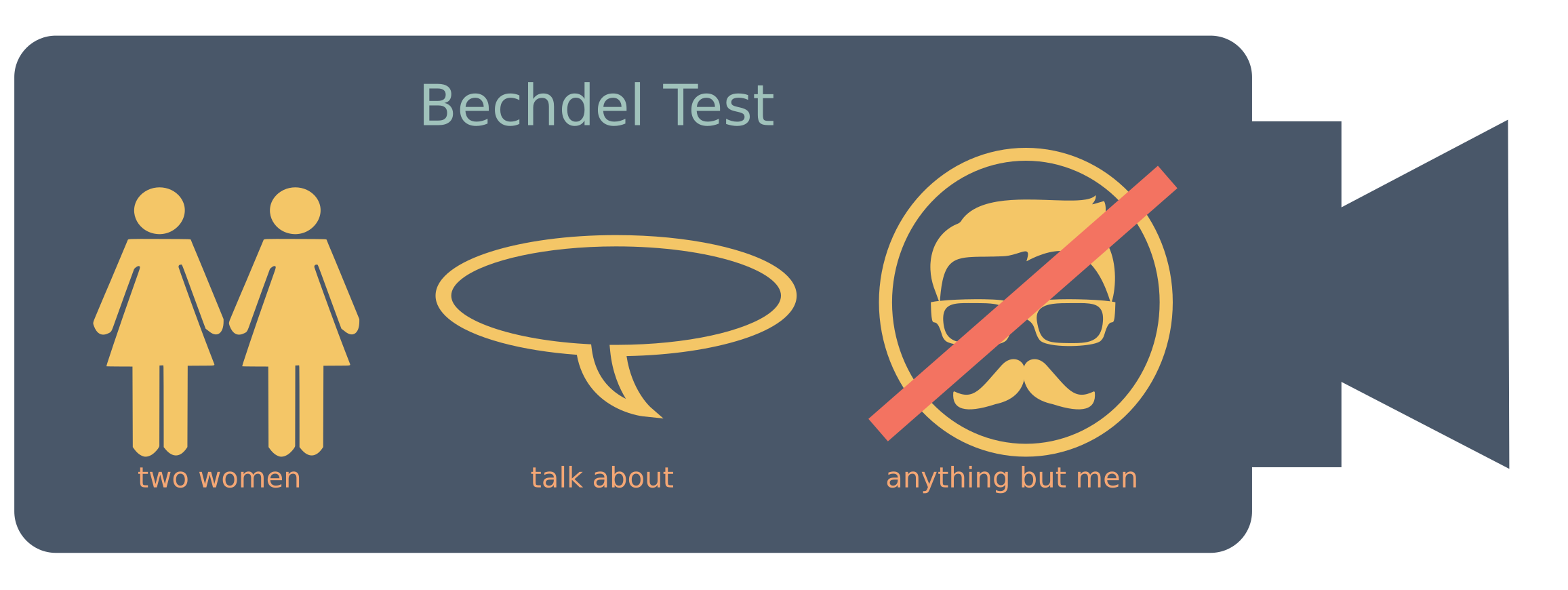

اختبار بكدل أو اختبار بكدل-والس هو اختبار يرتكز على البحث في الأعمال الإبداعية الخيالية على شخصيتين لسيدتين تتحدثان مع بعضهم عن موضوع لا يتعلق بأحد الرجال، وفي بعض الأحيان، يُضاف شرط آخر وهو ألا تكون الشخصيتان دون أسماء. يُستخدم الاختبار كمؤشر قوي للحضور الفعال للسيدات في الأفلام والأعمال الإبداعية الخيالية الأخرى. كما يسلط الاختبار الضوء على عدم المساواة بين الجنسين في الأعمال الإبداعية الخيالية.
سُمي الاختبار «بكدل» نسبة إلى الفنانة الكارتونية الأمريكية أليسون بكدل حيث ظهر الاختبار لأول مرة في أحد أعمالها الكارتونية. أرجعت بكدل الفضل في الفكرة إلى صديقتها ليز والس وكتابات فرجينيا وولف. اشتهر الاختبار في مطلع القرن الحادي والعشرين ونتج عن هذا التوصل إلى متغيرات واختبارات أخرى تعتمد عليه.